# 于都県
于都県（うと-けん）は中華人民共和国江西省贛州市に位置する県。

## 行政区画
- 鎮:貢江鎮、鉄山壠鎮、盤古山鎮、祁禄山鎮、梓山鎮、禾豊鎮、銀坑鎮、嶺背鎮、羅坳鎮
- 郷:羅江郷、小渓郷、利村郷、新陂郷、靖石郷、黄麟郷、沙心郷、寛田郷、葛坳郷、橋頭郷、馬安郷、仙下郷、車渓郷、段屋郷

## 交通

### 鉄道
- 中国国家鉄路集団
  - 贛瑞竜線（中国語版）
    - 于都駅

  - 興泉線（中国語版）
    - 于都北駅

### 道路
- 高速道路
  - 厦蓉高速道路
  - S41 寧定高速道路
- 国道
  - G323国道